# Kelleys Island
Kelleys Island je současně název ostrova a vesnice nacházející se v západní části Erijského jezera,ve státě Ohio, přibližně 6 km od města Marblehead, které je dostupné trajektem, letecky či vlastní lodní dopravou.
Ostrov má rozlohu více než 10 km². Jedná se o největší americký ostrov na Erijském jezeře, který vznikl během pleistocénu.
V chráněném území zvaném Kelleys Island State Park je možné spatřit rýhy po posunu ledovce, které patří k největším a nejsnáze přístupným na světě (Glacial Grooves State Memorial).

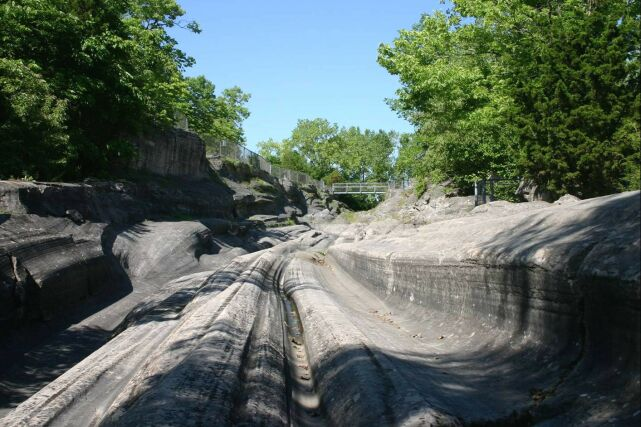
Glacial Grooves

## Historie

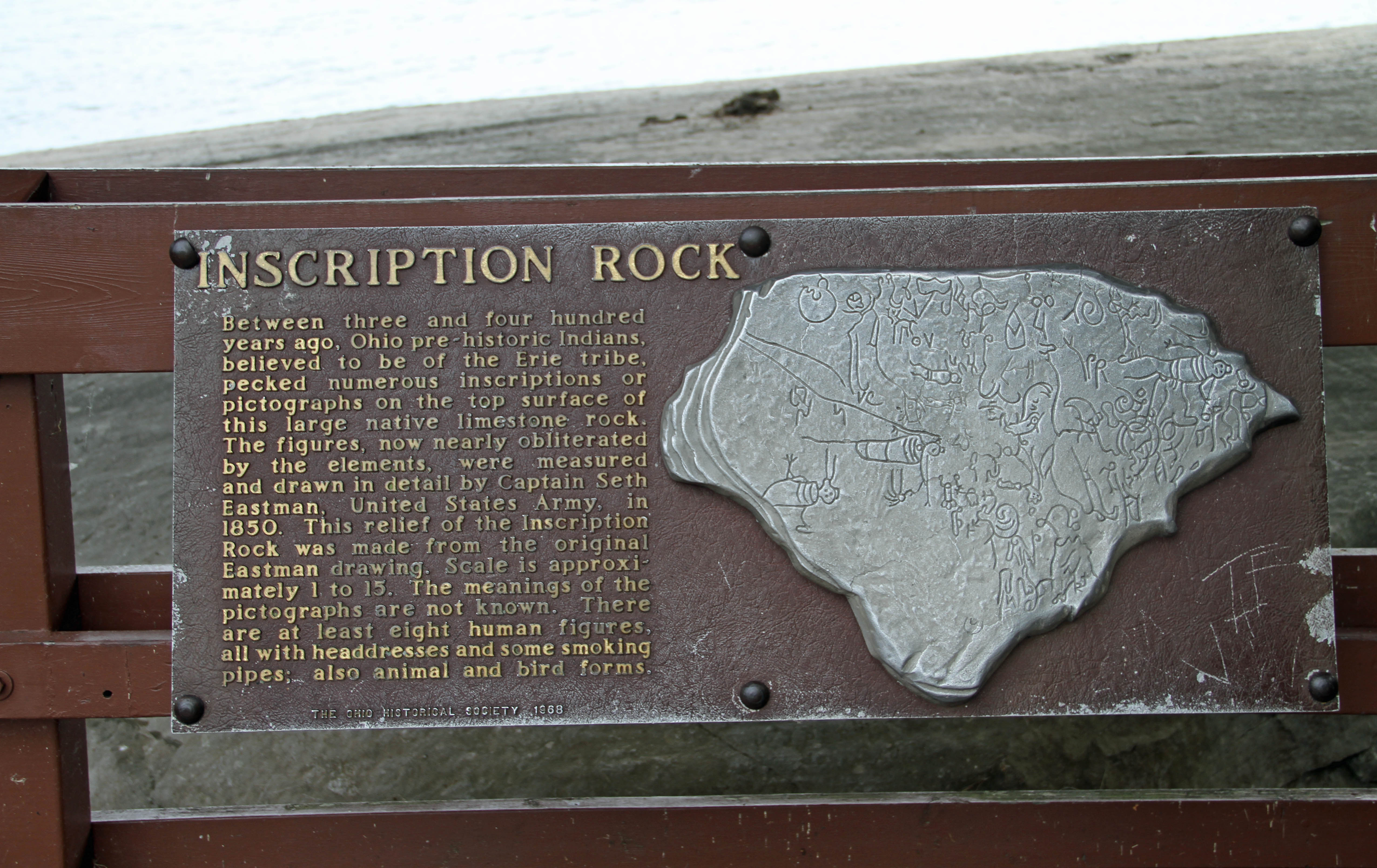
Inscription Rock 2

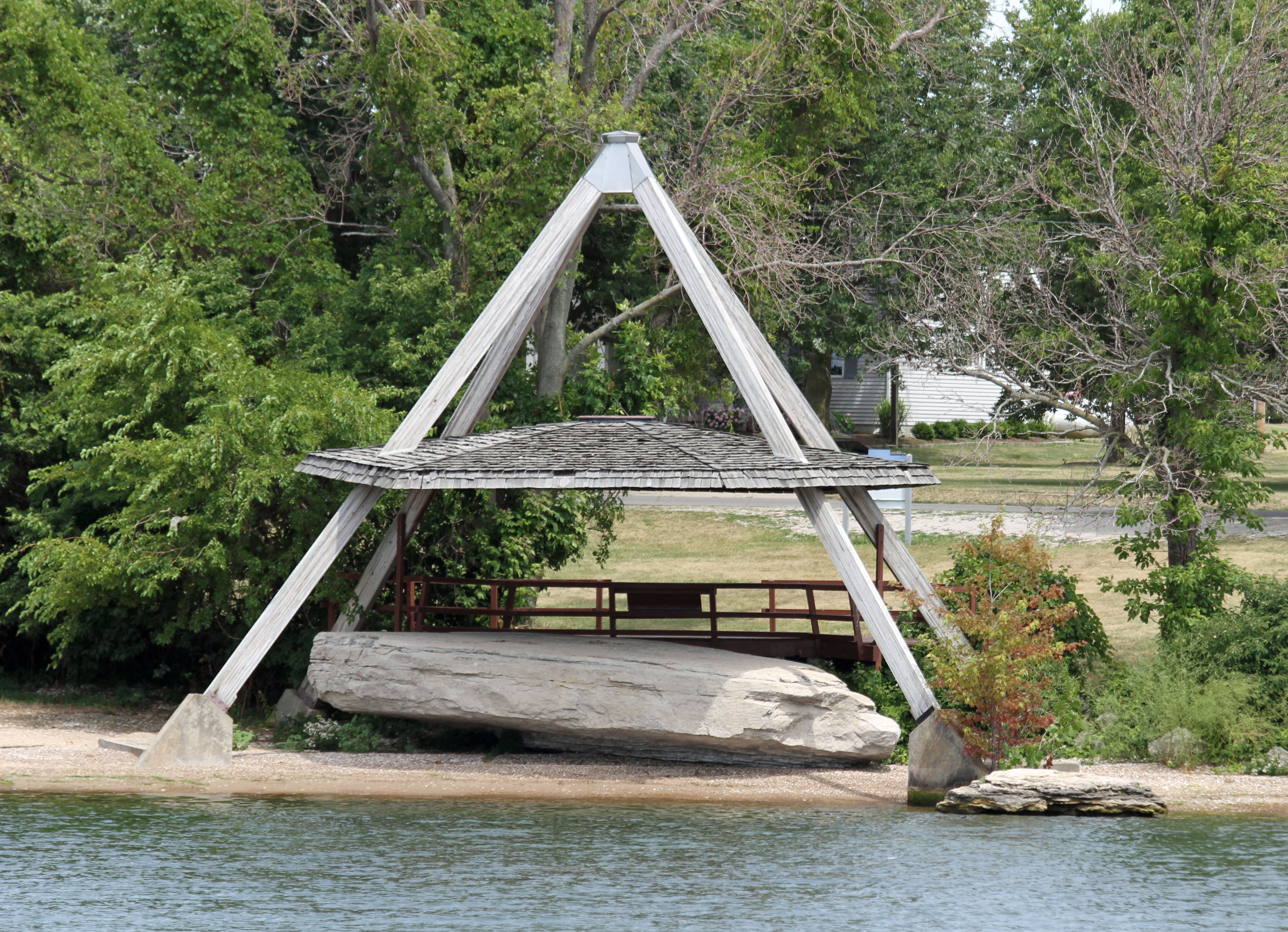
Inscription Rock

Jeden z dokladů původních obyvatel jsou skalní rytiny datované do 17. století, které by měly informovat o lovu a dalším pohybu jednotlivé skupiny navzájem. Později tento ostrov zabrali Irokézové.
Prvním známým bílým obyvatelem byl francouzský pionýr Cunningham, který se nejprve spřátelil s místními obyvateli, ale po nějaké době došlo zřejmě k rozmíškám, které vyvrcholily zničením jeho věcí a útěkem zmláceného Cunninghama na pevninu. Nějakou dobu se pak tento ostrov nazýval jeho jménem. V roce 1830 zde byl otevřen první lom a s ním začal i ekonomický růst. Další změna jména ostrova souvisí s bratry Kelleyovými, obchodníky, kteří přišli v 30. letech 19. století na ostrov, začali skupovat parcely, následně se zapojili do obchodu spojeným s těžbou. Celkově vlastnili přibližně 12 km² ostrova, a tak ho v roce 1840 přejmenovali na Kelleysův.
Dalším důležitým vývozním artiklem se stalo víno, pěstovaní vinné révy, které se tu dodnes daří, zavedl švagr Data Kelleyse, Charles Carpenter. Vesnice se díky těžbě kamene postupně rozrůstala. Vznikla tu pobočka pošty, byla vystavěna základní škola, kostel svatého Michaela, knihovna.

## Současnost
Na ostrově žilo podle sčítání z roku 2010 312 stálých obyvatel. Mnoho místních obyvatel má středoevropské kořeny. Většina domů je tu dřevěných s komponenty z umělé hmoty, v minulých letech se budovala kanalizace, jejíž regulace se zpřísnila v souvislosti s tragédií hurikánu Katrina.
Další regulace se týká jak výstavby nových domů, tak jsou zde výšková omezení. Společenským a kulturním centrem je tzv.Downtown - hlavní ulice s obchody, restauracemi, puby a místní obdobou kulturního domu.
Ostrov je oblíbené výletní místo především díky svému klimatu - zeměpisnou šířkou odpovídá přibližně střední Itálii, proto v létě počet obyvatel prudce narůstá kvůli sezónnímu zaměstnání. Také zde získávají zkušenosti studenti ze střední a jihovýchodní Evropy a Ruska, kteří sem jezdí v rámci studentského programu Work and Travel.
Starostou městečka je Kyle Paine do 31. 12. 2015.

## Pamětihodnosti
- Mansion House - původní kamenné sídlo rodiny Kelleysových z druhé poloviny 19. století

## Dopravní zajímavosti
Jedná se o ostrov, nejdůležitějšími dopravními prostředky tu jsou kromě trajektu a letadla spojujících ostrov s pevninou kolo, golfová vozítka a skútry. Na ostrově jsou 2 přístavy a několik soukromých marin. Vzhledem k tomu, že občas během zimy nefunguje kvůli zamrzlému jezeru lodní doprava, tak se místní středoškoláci dostávají do školy na pevninu letecky.

## Galerie

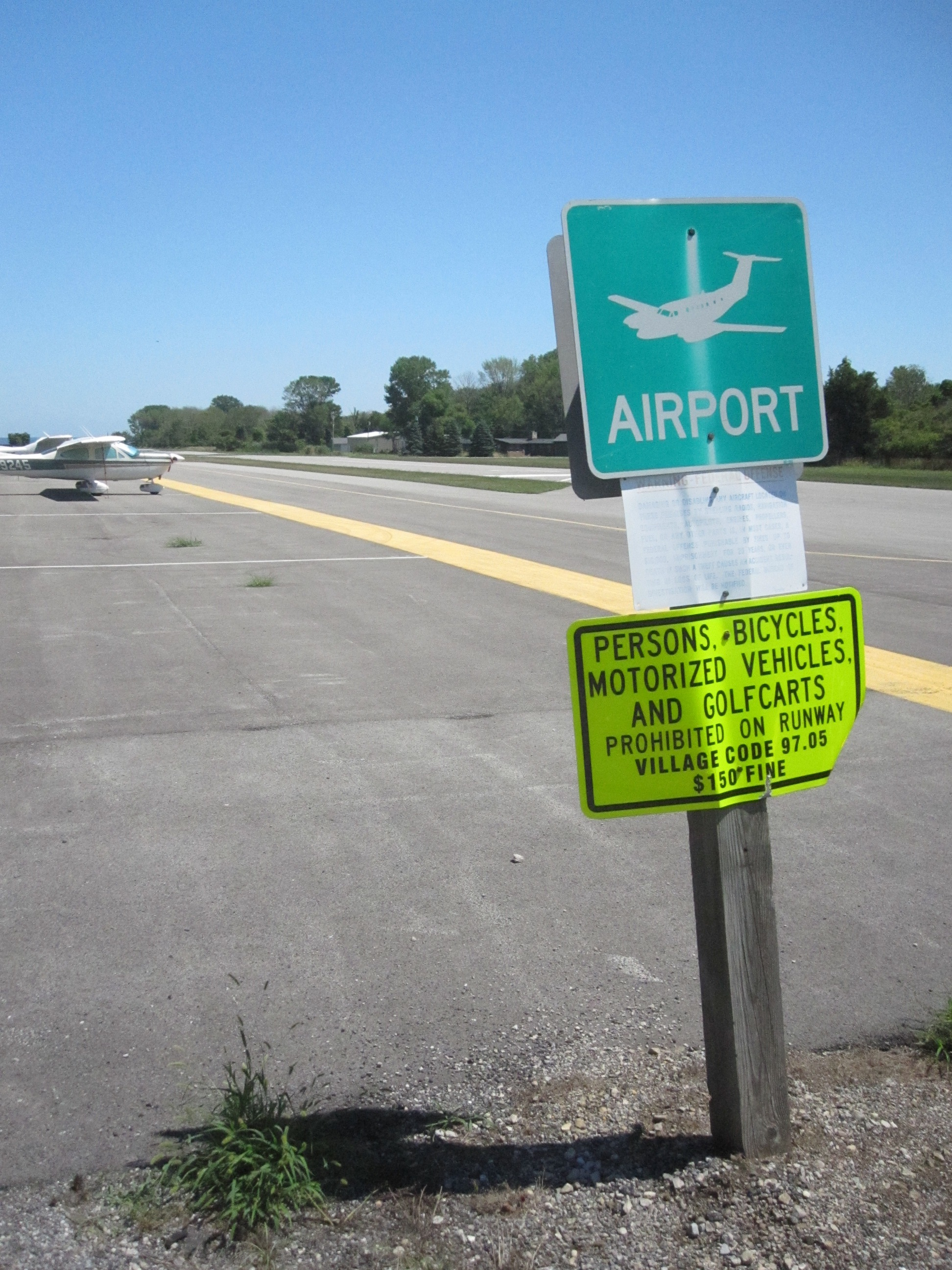
Kelleys Island Airport
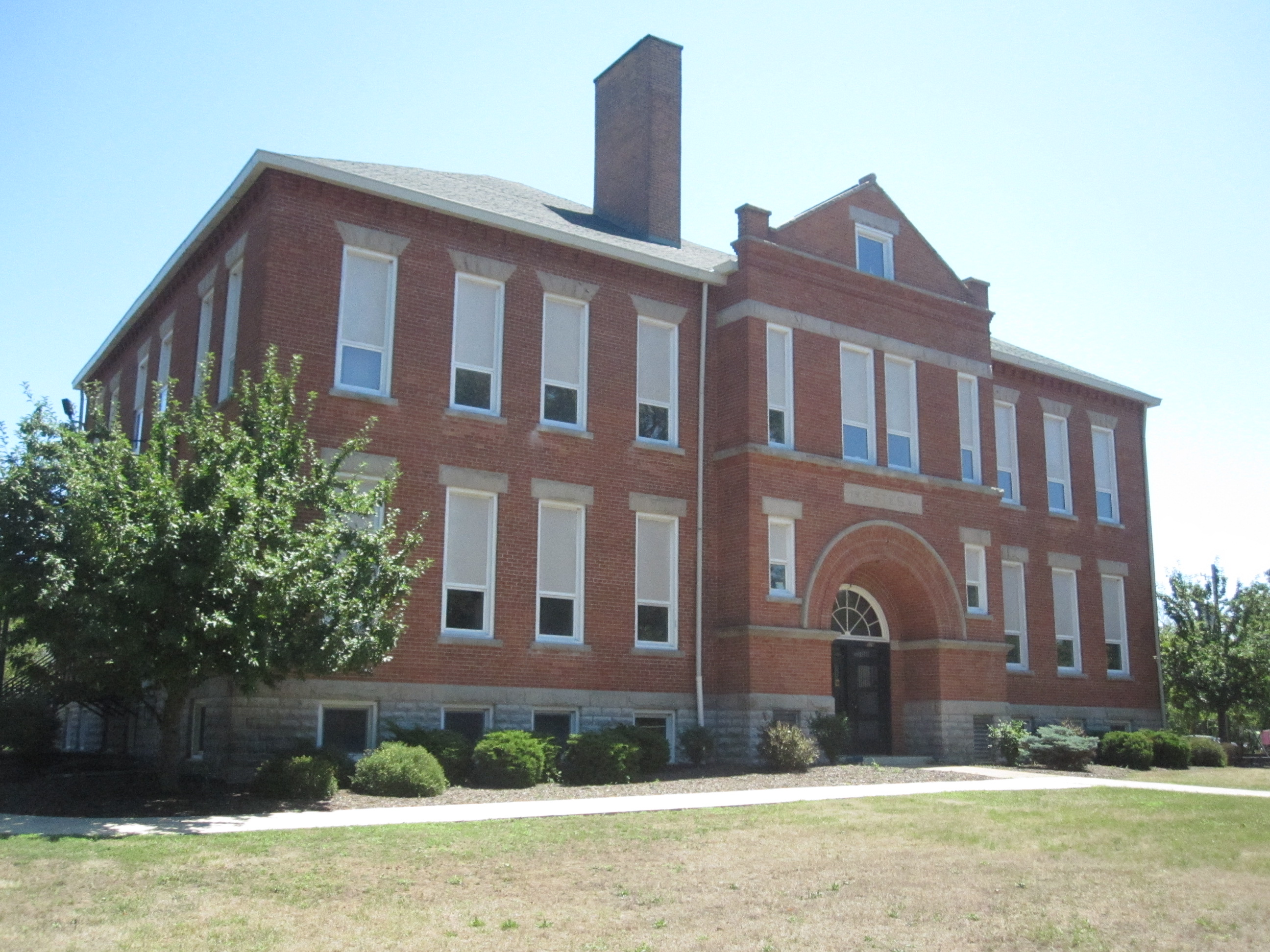
Kelleys Island Estes Schoolhouse